# 田中陽一郎
田中 陽一郎（本名：田中 陽一郎（たなか よういちろう）1967年3月17日 - ）は、レッシング ⇒ フリー ⇒ タイガーピット・エンターテインメント所属のナレーター、実況、DJ、ミュージシャン、舞台演出家。
代表作は「格闘Xパンクラス」「クイズタイムショック21(天の声)」「NONFIX」等TV番組ナレーション。

## 人物・来歴
大阪府茨木市に生まれる。幼少の頃から吃音症であったが、克服し現在では「言葉」を生業としている。

90年代前半より演劇やラジオDJ、CMモデルを開始、その後、北陸朝日放送にて1995年頃より約3年間放送された伝説の高視聴率番組｢お茶の間パラダイス｣のメインパーソナリティーを勤め、それを皮切りにタレント業を精力展開。

2000年5月に世紀の一戦として格闘技史にその名を刻んだ｢船木誠勝 VS ヒクソン・グレイシー｣がメインカードで行われた「コロシアム2000東京ドーム」の総合司会及び、メイン・リングアナウンサーを務める。

その他「クイズタイムショック21(天の声)」や「踊る！大警察24時」、「スーパーレスキュー24時」「NONFIX」「格闘Xパンクラス」等、TV番組のナレーションや映画「新GONIN」等、映画のナレーション等も多数担当。
格闘技実況アナウンサーとしては「K-1 FIGHTING NETWORK中継」や「SRC」、スカイ・Aにて2010年春頃まで放送されていた「パンクラス」では約7年間実況アナウンサーを務める。(パンクラス大会放送自体は2010年～現在はサムライTVにて放送継続中)
また、2011年～ひかりTVで放送開始された"世界最高峰の格闘技"と称される総合格闘技「UFC」の実況も担当。

ギタリストとしても様々なライブ、レコーディングをサポート。
近年では格闘技選手の入場曲を数曲手掛けるなど、ミュージシャンとしての活動も続けている。

2008年6月に沖縄で開催されたパンクラスの沖縄大会「PANCRASE×REAL vol.1 MMA vs ROCK」ではメインイベンターである砂辺光久の入場の際、田中本人が書下ろした砂辺光久入場曲「A Fight Eternity」を沖縄在住のロックバンドと共にギターで演奏するなどアナウンサー以外の顔も披露している(ちなみにこの時のTV放送分の実況解説は後日東京で収録、その際の実況アナは田中本人であった)。
現在、芸能プロダクション「株式会社タイガーピット・エンターテインメント」の代表取締役を務める傍ら、俳優・声優養成所「タイガーピット・アクターズ」の指導者として後進の育成に尽力しながらも、積極的にDJやMCとしての活動も行う。

ここ近年では日本最高峰のロックミュージシャン達が集うプレミアムハードロックイベント「MEGATON CLUB」にライブ・ディスクジョッキーとして定期出演している。

## 出演

### ナレーション
- タイムショック21 天の声（TV朝日）※第5期
- 踊る！大警察24時（フジTV）
- 「スーパーレスキュー24時」（フジTV）
- NONFIX（フジTV）
- パンクラス|格闘Xパンクラス（TV東京）
- バーン・ザ・フロア番宣(フジTV）
- ワイプ・アウト（TV東京）
- DVD『パンクラス15年の軌跡』
- 新GONIN（映画：村上和彦原作、佐々木正人監督）

その他

### 実況
- 世界最高峰の格闘技UFC(ひかりTV)
- パンクラス・ハイブリッドアワー(スカイパーフェクTV)
- ガム・シャカ伝説コーナー実況（フジTV）
- K-1韓国KHAN2006生中継（Yahoo!動画web）
- 全日本空手道選手権大会（TV東京）
- オフサイド2002 番組司会（スカイパーフェクTV）
- 大相撲巡業中継（スカイパーフェクTV）

その他

### リポート
- スーパー・ニュース・スーパー特報「怒りの緊急パトロール」（フジTV）

### リング・アナウンサー
- コロシアム2000東京ドーム（TV東京）
- UFC-J
- DEEP

その他

### ラジオDJ
- ホリディ・ミュージックスペシャル（ニッポン放送）
- ハイウェイ・パラダイス（FM石川）
- ウイーク・エンド・カフェ（FM石川）

その他

### 作曲/ギタリスト
- パンクラス砂辺光久入場曲「A Fight Eternity」
- パンクラス・ゲート・ファイティングミュージック「Passion and flame」
- パンクラスism 川村亮・入場曲「TROPAION」

その他、格闘家入場曲など多数担当